# Lipljawe
Lipljawe (ukrainisch Ліпляве; russisch Лепляво Lepljawo) ist ein Dorf in der ukrainischen Oblast Tscherkassy mit etwa 2200 Einwohnern (2014).

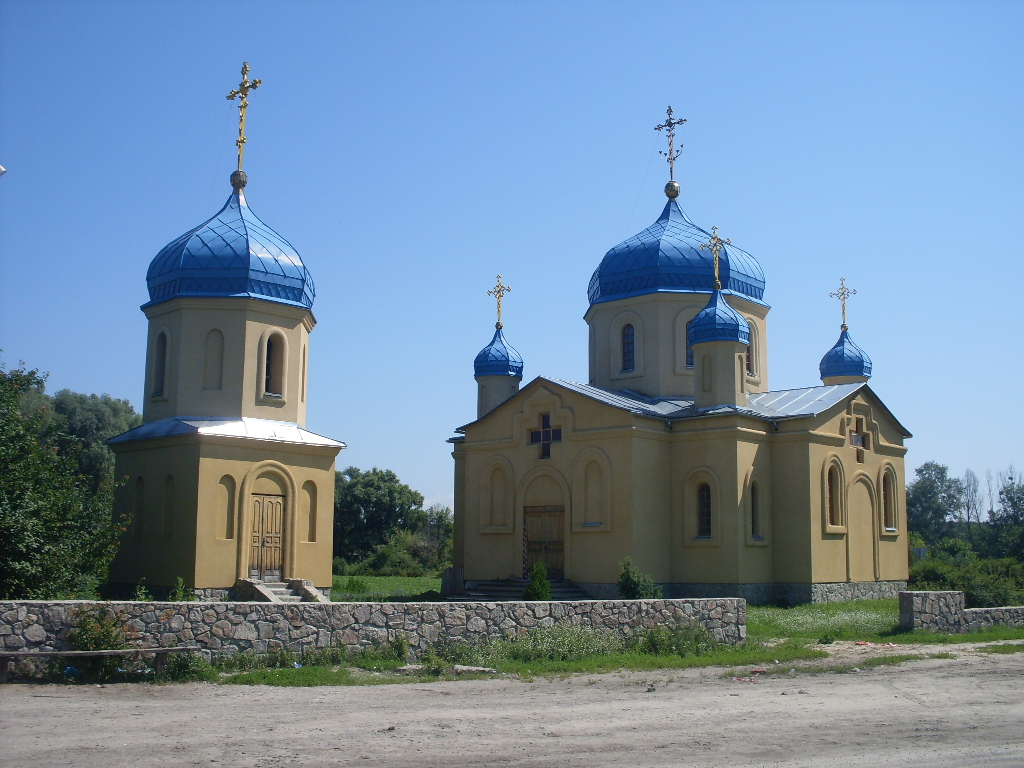
Dorfkirche

## Geschichte
Das erstmals 1578 schriftlich erwähnte Dorf hatte 1764 eine Einwohnerzahl von 775 Bewohnern und 1859 lebten 1491 Menschen im Dorf. In den 1920er Jahren wurde eine Eisenbahnstrecke durch das Dorf verlegt und ein Bahnhof erbaut. Lipljawe war von Oktober 1941 bis November 1943 von der Wehrmacht besetzt.

## Geografie
Die Ortschaft hat eine Fläche von 5,9 km² und liegt auf einer Höhe von 86 m am linken Ufer des hier zum Kaniwer Stausee angestauten Dnepr, etwa 10 km nordöstlich vom ehemaligen Rajonzentrum Kaniw und 75 km nordwestlich vom Oblastzentrum Tscherkassy.
Durch das Dorf verläuft die Fernstraße N 02 (bzw. Regionalstraße P–09) und die Territorialstraße T–24–04. Es besitzt einen Bahnhof an der Bahnstrecke Hrebinka–Smila.

## Verwaltungsgliederung
Am 18. April 2017 wurde das Dorf zum Zentrum der neugegründeten Landgemeinde Lipljawe (Ліплявська сільська громада/Lipljawska silska hromada), zu dieser zählten auch die 2 Dörfer Keleberda und Oseryschtsche, bis dahin bildete es die Landratsgemeinde Lipljawe (Ліплявська сільська рада/Lipljawska silska rada) im Osten des Rajons Kaniw.
Am 12. Juni 2020 kam noch weitere 2 in der untenstehenden Tabelle aufgelisteten Dörfer.
Am 17. Juli 2020 kam es im Zuge einer großen Rajonsreform zum Anschluss des Rajonsgebietes an den Rajon Tscherkassy.
Folgende Orte sind neben dem Hauptort Lipljawe Teil der Gemeinde:
| Name                     | Name       | Name                     |
| ukrainisch transkribiert | ukrainisch | russisch                 |
| ------------------------ | ---------- | ------------------------ |
| Keleberda                | Келеберда  | Келеберда                |
| Oseryschtsche            | Озерище    | Озерище (Oserischtsche)  |
| Prochoriwka              | Прохорівка | Прохоровка (Prochorowka) |
| Suschky                  | Сушки      | Студенец (xxx)           |

## Söhne und Töchter der Ortschaft
- Pamfil Jurkewitsch (1826–1874), russischer Philosoph, Pädagoge und Vertreter der Religionsphilosophie ukrainischer Herkunft
- Andrij Liwyzkyj (1879–1954), ukrainischer Politiker und Jurist